# И в звуках память отзовётся
«И в звуках память отзовется…» (другое название: «Розы для маэстро») — советский художественный фильм 1986 года, снятый Тимофеем Левчуком на Киевской киностудии имени А. Довженко. Основан на биографии украинского композитора Н. В. Лысенко (1842-1912).

## Сюжет
Начало 20-го века, Киевская губерния, Российская империя. Украинский композитор Николай Лысенко отправляется на прогулку по Киеву. Всю дорогу память возвращает его в прошлое: сначала в детство, в селе Гриньки, Киевская губерния (ныне Полтавская область), где он дружил с крестьянскими детьми, затем в май 1861 года, когда он был на похоронах Тараса Шевченко в Санкт-Петербурге, потом поездки в Лейпциг, Прагу и в Россию, встречи с Петром Чайковским, Александром Бородиным и Модестом Мусоргским, далее работа над оперой «Тарас Бульба», и, наконец, образы Ольги О'Коннор и Ольги Липской, одаривших его любовью, счастьем и вдохновением.

## Актёрский состав
- Федор Стригун — Николай Витальевич Лысенко
- Игорь Тарадайкин
- Максим Шапоренко
- Елена Караджова — Ольга О’Коннор
- Людмила Шевель
- Ольга Сумская
- Павел Махотин — отец Лысенко
- Нина Веселовская — мать Лысенко
- Андрей Харитонов — Старицкий
- Владимир Антонов — Остап Вересай
- Константин Степанков
- Леонид Бакштаев — Чайковский

## Съёмочная группа
- Режиссёр: Тимофей Левчук
- Сценаристы: Иван Драч, Иван Миколайчук
- Оператор: Эдуард Плучик
- Художник: Владимир Агранов
- Звукорежиссёр: Юрий Рыков
- Монтажёр: Лариса Улицкая
- Редактор: Татьяна Ковтун

## Съёмки
Съёмки фильма велись в Киеве, Санкт-Петербурге, Лейцпиге, Праге и Полтавской области. Сценарий к нему был написан Иваном Драчом и Иваном Миколайчуком во время их внутренней иммиграции в 1979-1982 гг. На роль Николая Лысенко Тимофей Левчук пригласил Фёдора Стригуна, который, со слов режиссёра «соответствовал внешним данным и высокому исполнительскому мастерству».

## Музыка
В фильме использовалась музыка Николая Лысенко и украинские народные песни. Аранжировщик — Евгений Станкович.
Музыку исполняли Государственный симфонический оркестр Украинской ССР (дирижёр — Фёдор Глущенко), государственная академическая капелла Украинской ССР «Думка» и коллектив Полтавского музыкально-драматического театра имени Н. В. Гоголя.

## Премьера
Премьера фильма состоялась 14 августа 1987 года. Фильм также был показан на языке оригинала на территории Украинской ССР.